# Carvin
Carvin és un municipi francès situat al departament del Pas de Calais i a la regió dels Alts de França. L'any 2007 tenia 17.485 habitants regat pel Canal del Deule.

## Demografia

### Població
El 2007 la població de fet de Carvin era de 17.485 persones. Hi havia 6.547 famílies de les quals 1.699 eren unipersonals (583 homes vivint sols i 1.116 dones vivint soles), 1.740 parelles sense fills, 2.425 parelles amb fills i 683 famílies monoparentals amb fills.
La població ha evolucionat segons el següent gràfic:
Habitants censats

### Habitatges
El 2007 hi havia 7.097 habitatges, 6.706 eren l'habitatge principal de la família, 9 eren segones residències i 382 estaven desocupats. 5.759 eren cases i 1.331 eren apartaments. Dels 6.706 habitatges principals, 3.611 estaven ocupats pels seus propietaris, 2.695 estaven llogats i ocupats pels llogaters i 400 estaven cedits a títol gratuït; 35 tenien una cambra, 480 en tenien dues, 1.069 en tenien tres, 1.969 en tenien quatre i 3.153 en tenien cinc o més. 4.130 habitatges disposaven pel capbaix d'una plaça de pàrquing. A 3.328 habitatges hi havia un automòbil i a 1.987 n'hi havia dos o més.

### Piràmide de població
La piràmide de població per edats i sexe el 2009 era:
| Homes | Edats   | Dones |
| ----- | ------- | ----- |
| 0     | 95 o +  | 8     |
| 8     | 90 a 94 | 52    |
| 44    | 85 a 89 | 224   |
| 60    | 80 a 84 | 136   |
| 192   | 75 a 79 | 284   |
| 272   | 70 a 74 | 468   |
| 356   | 65 a 69 | 420   |
| 340   | 60 a 64 | 348   |
| 264   | 55 a 59 | 260   |
| 528   | 50 a 54 | 508   |
| 604   | 45 a 49 | 672   |
| 760   | 40 a 44 | 672   |
| 704   | 35 a 39 | 620   |
| 604   | 30 a 34 | 596   |
| 620   | 25 a 29 | 636   |
| 548   | 20 a 24 | 548   |
| 813   | 15 a 19 | 716   |
| 716   | 10 a 14 | 740   |
| 704   | 5 a 9   | 652   |
| 536   | 0 a 4   | 496   |

## Economia
El 2007 la població en edat de treballar era d'11.539 persones, 7.608 eren actives i 3.931 eren inactives. De les 7.608 persones actives 6.339 estaven ocupades (3.495 homes i 2.844 dones) i 1.271 estaven aturades (647 homes i 624 dones). De les 3.931 persones inactives 906 estaven jubilades, 1.353 estaven estudiant i 1.672 estaven classificades com a «altres inactius».

### Ingressos
El 2009 a Carvin hi havia 6.655 unitats fiscals que integraven 17.550 persones, la mediana anual d'ingressos fiscals per persona era de 14.413 €.

### Activitats econòmiques
Dels 638 establiments que hi havia el 2007, 5 eren d'empreses extractives, 14 d'empreses alimentàries, 2 d'empreses de coc i refinatge, 3 d'empreses de fabricació de material elèctric, 1 d'una empresa de fabricació d'elements pel transport, 23 d'empreses de fabricació d'altres productes industrials, 52 d'empreses de construcció, 185 d'empreses de comerç i reparació d'automòbils, 36 d'empreses de transport, 41 d'empreses d'hostatgeria i restauració, 7 d'empreses d'informació i comunicació, 27 d'empreses financeres, 45 d'empreses immobiliàries, 63 d'empreses de serveis, 78 d'entitats de l'administració pública i 56 d'empreses classificades com a «altres activitats de serveis».
Dels 156 establiments de servei als particulars que hi havia el 2009, 1 era una comissaria de policia, 1 oficina d'administració d'Hisenda pública, 1 oficina del servei públic d'ocupació, 1 oficina de correu, 8 oficines bancàries, 7 funeràries, 14 tallers de reparació d'automòbils i de material agrícola, 3 tallers d'inspecció tècnica de vehicles, 5 autoescoles, 4 paletes, 8 guixaires pintors, 9 fusteries, 13 lampisteries, 6 electricistes, 8 empreses de construcció, 22 perruqueries, 3 veterinaris, 2 agències de treball temporal, 23 restaurants, 9 agències immobiliàries, 3 tintoreries i 5 salons de bellesa.
Dels 67 establiments comercials que hi havia el 2009, 1 era, 4 supermercats, 1 un supermercat, 3 botigues de més de 120 m², 4 botiges de menys de 120 m², 8 fleques, 6 carnisseries, 1 una botiga de congelats, 3 llibreries, 9 botigues de roba, 3 botigues d'equipament de la llar, 3 sabateries, 1 una sabateria, 3 botigues de mobles, 1 una botiga de mobles, 1 una botiga de material esportiu, 5 drogueries, 2 perfumeries, 1 una perfumeria i 7 floristeries.
L'any 2000 a Carvin hi havia 17 explotacions agrícoles que ocupaven un total de 768 hectàrees.

## Equipaments sanitaris i escolars
El 2009 hi havia 1 hospital de tractaments de mitja durada (seguiment i rehabilitació), 2 centres de salut, 8 farmàcies i 1 ambulància.
El 2009 hi havia 6 escoles maternals i 7 escoles elementals. A Carvin hi havia 3 col·legis d'educació secundària i 1 liceu d'ensenyament general. Als col·legis d'educació secundària hi havia 1.411 alumnes i als liceus d'ensenyament general 599.

## Poblacions més properes
El següent diagrama mostra les poblacions més properes.